# Охолотан
Охолота́н (исп. Oxolotán) — посёлок в Мексике, в штате Табаско, входит в состав муниципалитета Такотальпа. Численность населения, по данным переписи 2020 года, составила 1949 человек.

## Общие сведения
Посёлок расположен на берегу реки Охолотан, в 35 км южнее муниципального центра, города Такотальпы, и в 90 км южнее столицы штата, города Вильяэрмосы.
Название Oxolotán с языка науатль можно перевести как: место обитания ягуаров.

## История
Поселение было основано в доиспанский период народом соке.
В 1531 году Охолотан был захвачен конкистадорами во главе с Франсиско де Монтехо, и в 1535 году стал энкомьендой, управляемой Бернардино де Медином, а 27 июня 1543 года перешёл в управление Франсиско Рамиреса.
В 1575 году епископ Юкатана пастырь Диего де Ланда, в ходе своего визита по провинциям Табаско, посетил местные поселения: Такотальпу, Тапихулапу и Охолотан.
В 1633 году францисканские монахи основали в Охолотане монастырь, откуда вели евангелизацию местного населения. Через 10 лет монастырь перешёл под влияние доминиканцев.
После войны кристеросов, во время преследования церкви (1928—1936 годов) монастыри должны были разрушить, но благодаря губернатору Томасу Гарридо Канабалю, этого удалось избежать — переоборудовав их в школу и казарму.
С 1979 по 1988 годы проводилась реставрация монастыря Охолотан, чтобы спасти историческое здание и привлечь туристов.

## Население
| Год  | Численность | Численность |
| ---- | ----------- | ----------- |
| 2000 | 1584        | [ 6 ]       |
| 2005 | 1763        | [ 7 ]       |
| 2010 | 1886        | [ 8 ]       |
| 2020 | 1949        | [ 9 ]       |

## Достопримечательности
- Здание монастыря, построенного францисканскими монахами (сейчас музей Сьерра);
- Парк экотуризма «Колем-Хаа».